# マリヤン・プシュニク
マリヤン・プシュニク（スロベニア語: Marijan Pušnik, 1960年11月1日 - ）は、スロベニア出身のプロサッカーのコーチ・監督。

## 来歴
スロベニアのNKドラボグラードなどで選手生活を送り、1991年に現役を引退。1994年より指導者として、NKマリボルやNKルダル・ヴェレニエなどのクラブチームの監督を歴任し、CMCプブリクム・ツェリエやNKマルボルの監督時にはUEFAカップへ出場した。また、2002年にUEFAの「国際プロ・ライセンス」を取得している。
2012年12月14日、アビスパ福岡の監督に就任した。ファンサービスを手厚く実施したことでサポーター人気は高かったものの、守備・フィジカルトレーニングの軽視や自身の立案した戦術の盲信・固執、メディアの前での個人批判を繰り返したことで選手からの信頼を得られなかった。最終的に二年間指揮を執るが、両シーズンとも中盤から成績が急降下し2014年シーズンをもって退任。エル・ゴラッソ福岡担当の杉山文宣は、選手に冷淡な態度を取り続けたプシュニクと、誰ひとりとしてリーダーシップを取り選手間・首脳陣との対話を行おうとしなかった選手の双方に落ち度があったとした上で「プシュニク監督に率いられたこの2年間、福岡にプロフェッショナルは存在しなかった」とプシュニク体制を厳しく分析している。福岡在籍時にプシュニクの下でプレーした野崎雅也は、ミーティングを行った際にプシュニクがミスをし、複数の選手がそれを嘲笑する出来事があったと振り返り、自身もそれに加担してしまったとプシュニクに受け取られてしまった結果出場機会を失ってしまったと分析している。

## 選手歴
- 1976年 - 1977年  NKフジナー[1]
- 1977年 - 1978年  NKルダル・ヴェレニエ[1]
- 1983年 - 1990年  NKドラボグラード（英語版）[1]
- 1990年 - 1991年  FCシュワンバーグ[1]

## 指導歴

### 監督歴
- 1994-1996  NKドラボグラード
- 1996-1997  NKコロタン
- 1997-1998  SAKクラーゲンフルト
- 1998-1999  NKドラボグラード
- 2000-2004  ツェリェ
- 2004-2005  パスルガド・テヘラン
- 2006-2007  マリボル
- 2007-2010  ルダル・ヴェレニエ
- 2010  SCダマーシュ・ラシュト
- 2012  ツェリェ
- 2013-2014  アビスパ福岡
- 2015  オリンピア・リュブリャナ
- 2016  ハイドゥク・スプリト
- 2017  オリンピア・リュブリャナ
- 2017-2019  ルダル・ヴェレニエ

### 成績
| 年度   | クラブ | 所属   | リーグ戦 | リーグ戦 | リーグ戦 | リーグ戦 | リーグ戦 | リーグ戦 | カップ戦   | カップ戦 |
| 年度   | クラブ | 所属   | 順位     | 勝点     | 試合     | 勝       | 分       | 敗       | ナビスコ杯 | 天皇杯   |
| ------ | ------ | ------ | -------- | -------- | -------- | -------- | -------- | -------- | ---------- | -------- |
| 2013   | 福岡   | J2     | 14位     | 56       | 42       | 15       | 11       | 16       | -          | 2回戦    |
| 2014   | 福岡   | J2     | 16位     | 50       | 42       | 13       | 11       | 18       | -          | 2回戦    |
| J2通算 | J2通算 | J2通算 | -        | -        | 84       | 28       | 22       | 34       | -          | -        |